# Segimon Malatesta de Montecodruzzo
Segimon Malatesta de Montecodruzzo (1502 - 1554) fou fill de Malatesta Malatesta de Gaggio. Va heretar del seu pare (1532) la meitat del comtat de Montecodruzzo i Ciola Araldi però les va cedir a son germà Carlo II Malatesta de Sogliano el 1541. Fou escuder de Eleonora Gonzaga duquessa d'Urbino, i de Julia de Varano, duquessa d'Urbino. Fou cap dels güelfs de la Romanya des del 1536, i capità de Venècia i governador militar venecià a Brèscia e Verona, capità del rei de França, ambaixador del duc de Ferrara davant l'emperador (1545) i coronel de l'exèrcit de Venècia el 1540.
Va morir a Ferrara el 1554. Estava casat amb Lavínia de Varano, filla d'Ercole da Varano duc de Camerino.